# Hrvatski Nogometni Klub Gorica 2022-2023
Questa voce raccoglie le informazioni riguardanti il Hrvatski Nogometni Klub Gorica nelle competizioni ufficiali della stagione 2022-2023.

## Stagione
In campionato il HNK Gorica evitò la retrocessione solo grazie alla rimonta nelle ultime giornate: dopo le prime 22 giornate il club era relegato all'ultimo posto con soli nove punti in classifica ma nelle rimanenti quattordici partite conquistò 23 punti che le permisero di sorpassare il Sebenico già alla trentesima giornata condannandolo così alla retrocessione. In Coppa di Croazia il club fu eliminato al secondo turno dal Sebenico.

## Rosa
| N. |                        | Ruolo | Calciatore           |
| -- | ---------------------- | ----- | -------------------- |
| 1  | Croazia (bandiera)     | P     | Karlo Žiger          |
| 4  | Paesi Bassi (bandiera) | D     | Matthew Steenvoorden |
| 7  | Croazia (bandiera)     | A     | Ante Matej Jurić     |
| 8  | Paesi Bassi (bandiera) | C     | Joey Suk             |
| 9  | Croazia (bandiera)     | A     | Kristian Fućak       |
| 10 | Croazia (bandiera)     | C     | Jurica Pršir         |
| 11 | Croazia (bandiera)     | C     | Edin Julardžija      |
| 13 | Croazia (bandiera)     | D     | Robert Ćosić         |
| 14 | Croazia (bandiera)     | A     | Josip Mitrović       |
| 15 | Croazia (bandiera)     | C     | Filip Mrzljak        |
| 16 | Croazia (bandiera)     | C     | Toni Fruk            |
| 17 | Croazia (bandiera)     | C     | Vinko Skrbin         |
| 20 | Montenegro (bandiera)  | D     | Momčilo Raspopović   |
| 21 | Croazia (bandiera)     | P     | Božidar Radošević    |

| N. |                           | Ruolo | Calciatore            |
| -- | ------------------------- | ----- | --------------------- |
| 22 | Slovacchia (bandiera)     | D     | Matúš Vojtko          |
| 23 | Croazia (bandiera)        | C     | Luka Kapulica         |
| 25 | Croazia (bandiera)        | D     | Krešimir Krizmanić    |
| 31 | Croazia (bandiera)        | P     | Ivan Banić            |
| 32 | Croazia (bandiera)        | D     | Slavko Bralić         |
| 33 | Mali (bandiera)           | D     | Cheick Keita          |
| 44 | Croazia (bandiera)        | D     | Ivan Tomečak          |
| 46 | Montenegro (bandiera)     | A     | Nikola Vujnović       |
| 77 | Croazia (bandiera)        | A     | Valentino Majstorović |
| 89 | Slovenia (bandiera)       | A     | Tim Matavž            |
| 90 | Croazia (bandiera)        | D     | Dino Štiglec          |
| 95 | Croazia (bandiera)        | A     | Vinko Petković        |
| 99 | Rep. del Congo (bandiera) | C     | Merveil Ndockyt       |

## Risultati

### HNL
| Arbitro: | Ante Čuljak |

|                       |           |                   |
| Beljo 62’, 74’ (rig.) | Marcatori | 66’ (aut.) Lončar |

| Velika Gorica 23 luglio 2022, ore 18:55 CEST (UTC+2) 2ª giornata | HNK Gorica  | 0 – 0 referto | Sebenico | Stadion Radnik (715 spett.)\| Arbitro: \| Ante Čulina \| |
| Arbitro:                                                         | Ante Čulina |               |          |                                                          |

| Arbitro: | Tihomir Pejin |

|               |           |           |
| M. Frigan 39’ | Marcatori | 77’ Kalik |

| Arbitro: | Patrik Kolarić |

|                                       |           |                    |
| Kalik 61’ (rig.) Fruk 66’ Da Cruz 79’ | Marcatori | 9’ Vasilj 84’ Tuci |

| Arbitro: | Ante Čuljak |

|                        |           |               |
| Crnac 78’ Žuljević 83’ | Marcatori | 4’ Raspopović |

| Arbitro: | Ivan Bebek |

|  |           |                  |
|  | Marcatori | 81’, 90+4’ Erceg |

| Arbitro: | Radoslav Petrov Gidženov |

|                |           |              |
| Elezi 10’, 43’ | Marcatori | 61’ D. Jurić |

| Arbitro: | Zdenko Lovrić |

|  |           |             |
|  | Marcatori | 90+3’ Oršić |

| Arbitro: | Duje Strukan |

|  |           |           |
|  | Marcatori | 19’ Gržan |

| Arbitro: | Fran Jović |

|                  |           |          |
| Delić 82’ (rig.) | Marcatori | 38’ Fruk |

| Arbitro: | Duje Strukan |

|  |           |                                |
|  | Marcatori | 56’ Ampem 68’ (rig.) Halilović |

| Arbitro: | Dario Bel |

|  |           |              |
|  | Marcatori | 90+8’ Livaja |

| Arbitro: | Jakov Titlić |

|                           |           |          |
| Kulenović 32’ Goričan 74’ | Marcatori | 52’ Fruk |

| Arbitro: | Fran Jović |

|                                   |           |             |
| Livaja 2’, 59’ (rig.) Awaziem 72’ | Marcatori | 9’ Francois |

| Arbitro: | Ivan Bebek |

|                |           |            |
| Vujnović 45+2’ | Marcatori | 10’ Zirdum |

| Arbitro: | Ante Čulina |

|            |           |  |
| Bakrar 90’ | Marcatori |  |

| Velika Gorica 18 gennaio 2023, ore 15:00 CET (UTC+1) 17ª giornata | HNK Gorica    | 0 – 0 referto | Varaždin | Stadion Radnik (990 spett.)\| Arbitro: \| Zdenko Lovrić \| |
| Arbitro:                                                          | Zdenko Lovrić |               |          |                                                            |

| Zagabria 21 gennaio 2023, ore 17:30 CET (UTC+1) 18ª giornata | Dinamo Zagabria | 0 – 0 referto | HNK Gorica | Stadion Maksimir (3 568 spett.)\| Arbitro: \| Duje Strukan \| |
| Arbitro:                                                     | Duje Strukan    |               |            |                                                               |

| Arbitro: | Ivan Bebek |

|                          |           |  |
| Miérez 15’ Špoljarić 63’ | Marcatori |  |

| Arbitro: | Tihomir Pejin |

|  |           |                                  |
|  | Marcatori | 44’, 90+4’ (rig.) Čop 64’ Dolček |

| Arbitro: | Patrik Kolarić |

|                            |           |  |
| Marin 50’ (rig.) Liber 83’ | Marcatori |  |

| Arbitro: | Tihomir Pejin |

|                           |           |            |
| Livaja 58’ N. Kalinić 79’ | Marcatori | 65’ Bralić |

| Arbitro: | Duje Strukan |

|           |           |  |
| Fućak 87’ | Marcatori |  |

| Arbitro: | Ante Čulina |

|           |           |              |
| Crnac 60’ | Marcatori | 53’ Mitrović |

| Arbitro: | Zdenko Lovrić |

|                                                              |           |                                           |
| Bralić 30’ Pršir 79’ (rig.) Fućak 81’ Suk 83’ Mitrović 90+6’ | Marcatori | 13’, 42’ Bakrar 55’ Cáseres 90+5’ Matheus |

| Arbitro: | Jakov Titlić |

|                 |           |              |
| Brodić 53’, 87’ | Marcatori | 74’ Mitrović |

| Arbitro: | Ivan Bebek |

|              |           |              |
| Mitrović 85’ | Marcatori | 60’ Ljubičić |

| Arbitro: | Patrik Kolarić |

|                |           |  |
| Fućak 73’, 83’ | Marcatori |  |

| Arbitro: | Duje Strukan |

|  |           |                                     |
|  | Marcatori | 8’, 18’ Fruk 13’ Ndockyt 41’ Bralić |

| Arbitro: | Ante Čulina |

|           |           |  |
| Fućak 63’ | Marcatori |  |

| Velika Gorica 26 aprile 2023, ore 19:10 CEST (UTC+2) 31ª giornata | HNK Gorica    | 0 – 0 referto | Hajduk Spalato | Stadion Radnik (3 516 spett.)\| Arbitro: \| Zdenko Lovrić \| |
| Arbitro:                                                          | Zdenko Lovrić |               |                |                                                              |

| Arbitro: | Ivan Bebek |

|                        |           |                           |
| Stojković 43’ Tuci 47’ | Marcatori | 61’ Kapulica 90+7’ Vojtko |

| Velika Gorica 6 maggio 2023, ore 17:00 CEST (UTC+2) 33ª giornata | HNK Gorica | 0 – 0 referto | Slaven Belupo | Stadion Radnik (1 312 spett.)\| Arbitro: \| Dario Bel \| |
| Arbitro:                                                         | Dario Bel  |               |               |                                                          |

| Arbitro: | Ivan Bebek |

|                  |           |  |
| Erceg 33’ (rig.) | Marcatori |  |

| Arbitro: | Patrik Kolarić |

|                                                   |           |                       |
| Ndockyt 2’ Suk 22’ Fruk 73’, 86’ Steenvoorden 83’ | Marcatori | 34’ Kolarić 89’ Težak |

| Arbitro: | Ivan Bebek |

|                                                |           |            |
| Ljubičić 23’ Ivanušec 33’ Špikić 80’ Perić 87’ | Marcatori | 5’ Ndockyt |

### Coppa di Croazia
| Arbitro: | Dario Kulušić |

|                       |           |                                                |
| Boyan 1’ Petriško 75’ | Marcatori | 28’ Vujnović 45+1’ Steenvoorden 90+2’ Mitrović |

| Arbitro: | Patrik Kolarić |

|                           |           |  |
| Dolček 48’ Čop 54’ (rig.) | Marcatori |  |